# Klasyczne Dzieła Polskiej Historiografii
Klasyczne Dzieła Polskiej Historiografii – seria książek historycznych z dziedziny mediewistyki wydawana przez Wydawnictwo Towarzystwa Naukowego "Societas Vistulana" w latach 2005–2006.

## Książki wydane w ramach serii
- Oswald Balzer, Królestwo Polskie 1295–1370, red. Anna Kucińska-Kucharczyk, wstęp Tomasz Jurek, Kraków: Towarzystwo Naukowe "Societas Vistulana" 2005.
- Stanisław Zachorowski, Rozwój i ustrój kapituł polskich w wiekach średnich, przedmowa Marek D. Kowalski, Kraków: Wydawnictwo Towarzystwa Naukowego "Societas Vistulana" 2005.
- Zofia Kozłowska-Budkowa, Repertorjum polskich dokumentów doby piastowskiej. Z. 1, Do końca wieku XII, Kraków: Wydawnictwo Towarzystwa Naukowego "Societas Vistulana" 2006.